# Joan Jeroni Doménech
Joan Jeroni Doménech (València, 1516 - València, 20 d'octubre de 1592) fou un jesuïta valencià, fundador del Col·legi de Sant Pau i de diversos altres col·legis jesuítics.
Fill d'un farmacèutic, anà a estudiar a París el 1535, i va ser sacerdot, mestre en arts i canonge de la catedral de València. El 1538, anant a Roma per negocis de son pare, va conéixer Francesc Xavier a Bolonya i el va prendre per confessor seu. De tornada de Roma, es presentà a Parma davant Diego Laínez i Pierre Favre amb les cartes de recomanació de Francesc Xavier, i el 24 de setembre de 1539, vençuda l'oposició de la seua família, entrà en la Companyia de Jesús, quan aquest orde encara no havia rebut l'aprovació papal. El 1540, cridat a Roma per Ignasi de Loiola, va fer els seus vots en presència d'aquest, que tot seguit l'envià a París, amb un grup d'estudiants jesuïtes, a completar la seua formació. El 1542, en esclatar la guerra d'Itàlia entre Francesc I i Carles V, els espanyols van haver de deixar la capital francesa, i Doménech es va traslladar amb altres jesuïtes a Flandes, on es va fer càrrec, amb Pedro de Ribadeneira, de la fundació del col·legi de Lovaina, abans de tornar a Roma el 1543. El 1544 s'inaugurà a València, sota el seu patrocini, el Col·legi de Sant Pau, primera fundació jesuítica a Espanya, aprovada per Ignasi de Loiola el 1545, si bé la butla de la concessió papal de Juli III no s'expediria fins al 1549. El 1546 va ser enviat a establir una nova universitat a Bolonya. L'any següent s'establí a Palerm i esdevingué confessor del virrei de Sicília Joan de Vega. Va ser responsable de la fundació de les escoles de Messina (la primera a Itàlia on els jesuïtes impartiren també l'ensenyament) i de Palerm, i va ser el prepòsit provincial de Sicília diverses vegades entre el 1553 i el 1576. Del 1568 al 1571 va ser rector del Collegio Romano. El 1577 va tornar a València com a rector d'aquesta universitat i prepòsit de la casa professa. Impulsà l'evangelització dels moriscos, i per a això insistí en la necessitat de l'estudi de l'àrab i aconseguí per a la biblioteca de la casa professa els llibres de literatura arabocristiana duts d'Orient per Giovanni Battista Eliano. El 1581 va participar en la IV Congregació General de l'orde com a representant del provincial d'Aragó.

## Obres
- Monita ut cum fructu fiant exercitia (1569), Roma: Directoria, II, 1955, p. 178-182
- Annotationes ex meditationibus (1569), Roma: Directoria, II, 1955, p. 182-186